# Krzynowłoga Mała
Krzynowłoga Mała is een dorp in het Poolse woiwodschap Mazovië, in het district Przasnyski. De plaats maakt deel uit van de gemeente Krzynowłoga Mała en telt 520 inwoners.